# Episodi di The Cape (serie televisiva 2011)
La prima e unica stagione della serie televisiva The Cape è stata trasmessa in prima visione sulla NBC dal 9 gennaio 2011 al 28 febbraio 2011. Dopo essere stata accorciata da 13 a 10 episodi, a causa dei bassi ascolti la NBC ha deciso di rendere disponibile l'ultimo episodio solo online, a partire dall'11 marzo 2011.

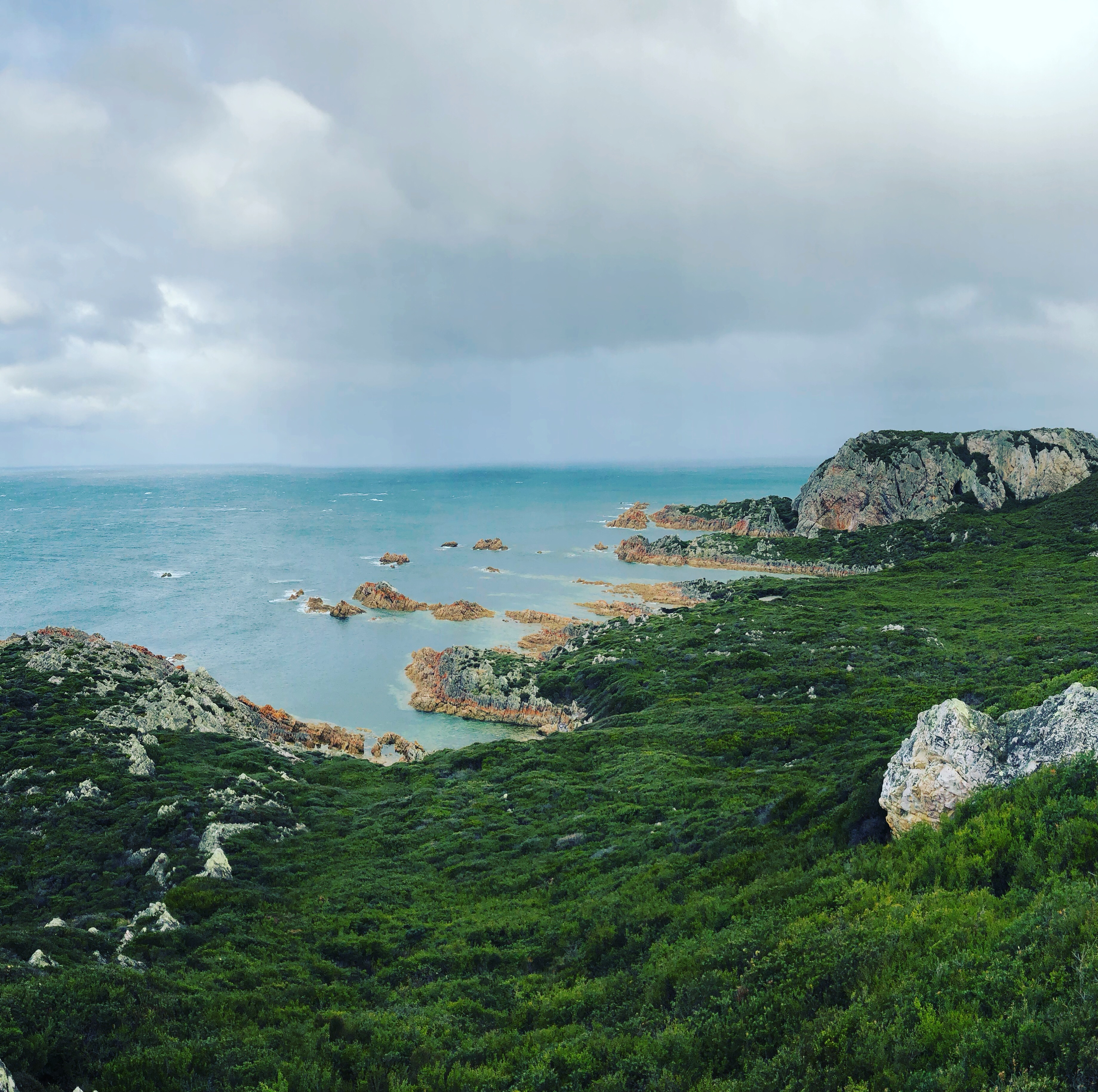
The Cape, interpretato da David Lyons, dalla sigla della serie

In Italia è attualmente inedita.
| nº | Titolo originale     | Titolo italiano | Prima TV USA     | Prima TV Italia |
| -- | -------------------- | --------------- | ---------------- | --------------- |
| 1  | Pilot                |                 | 9 gennaio 2011   |                 |
| 2  | Tarot                |                 | 9 gennaio 2011   |                 |
| 3  | Kozmo                |                 | 17 gennaio 2011  |                 |
| 4  | Scales on a Train    |                 | 24 gennaio 2011  |                 |
| 5  | Dice                 |                 | 31 gennaio 2011  |                 |
| 6  | Goggles and Hicks    |                 | 7 febbraio 2011  |                 |
| 7  | The Lich, Part 1 & 2 |                 | 14 febbraio 2011 |                 |
| 8  | The Lich, Part 1 & 2 |                 | 21 febbraio 2011 |                 |
| 9  | Razer                |                 | 28 febbraio 2011 |                 |
| 10 | End Game             |                 | inedito          |                 |